# Sien (Burkina Faso)
Sien, (auch Sién oder Sion) ist ein Dorf in Burkina Faso, in der Region Boucle du Mouhoun, der Provinz Nayala und dem Departement Toma. Sien liegt am südlichen Rand der Sahelzone und hat rund 850 Einwohner.

## Gemeindepartnerschaft

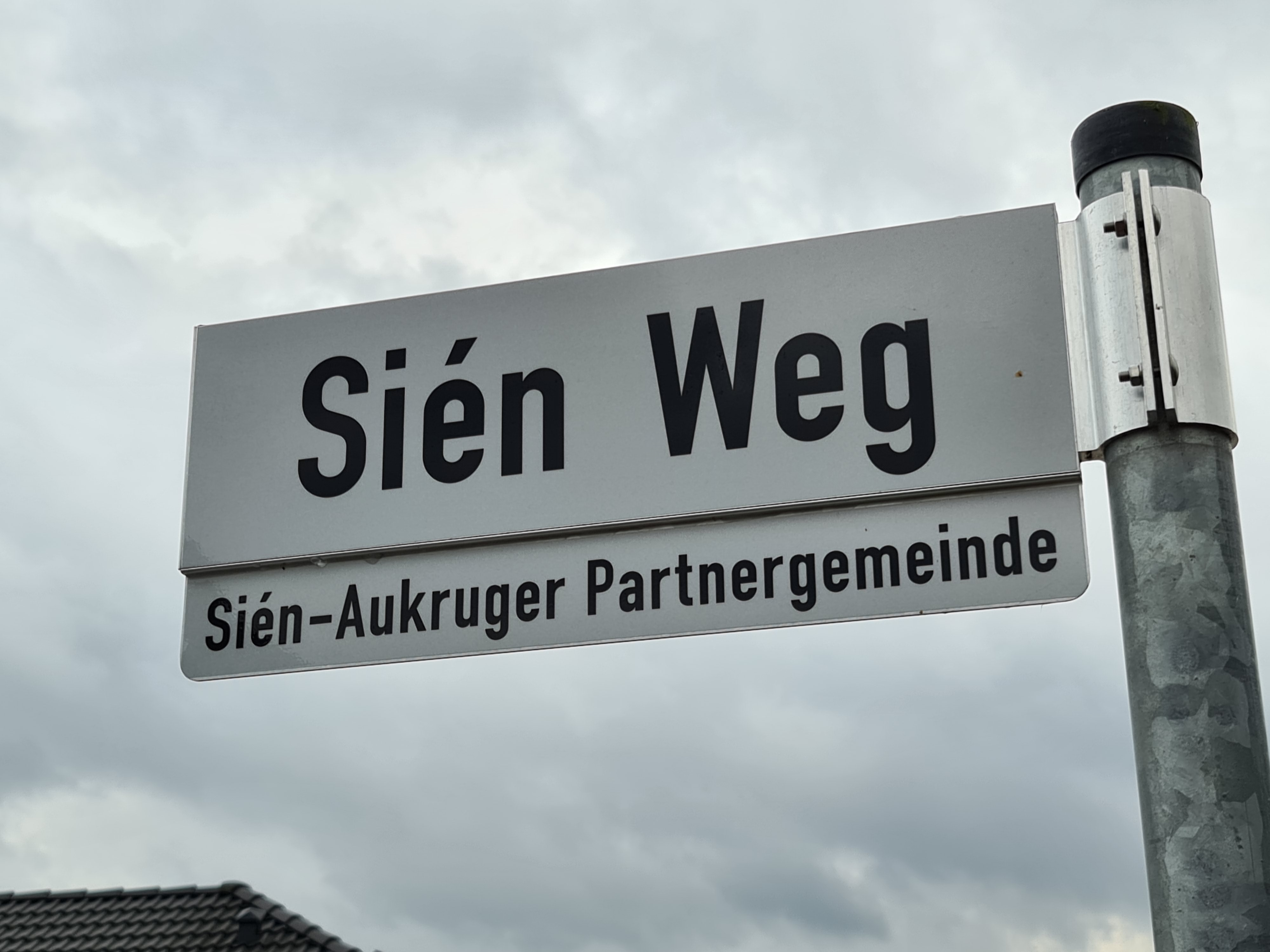
Der Sién Weg in Aukrug

Mit der Gemeinde Aukrug in Schleswig-Holstein besteht seit 1991 eine Zusammenarbeit, die 1997 mit einem offiziellen Freundschafts- und Partnerschaftsvertrag besiegelt wurde. Seit 1994 unterstützt der Verein Partnerschaft Aukrug-Sien e.V. beide Gemeinden bei der Wahrnehmung der partnerschaftlichen Beziehungen und Realisierung von Projekten. 2018 wurde in einem Neubaugebiet eine Straße als Sién Weg gewidmet.